# Summitville (Ohio)
Summitville (von englisch summit, deutsch: „Gipfel“) ist ein Village im Columbiana County im US-Bundesstaat Ohio. Im Jahr 2007 hatte es 104 Einwohner.

## Geografie
Das Dorf liegt in einer hügeligen Umgebung, in der die höchsten Erhebungen etwa 370 Meter erreichen. Summitville liegt an dem Fluss Brush Creek, der in Höhe des Dorfes zum Summitville Clay Products Lake aufgestaut ist, einer ehemaligen Tongrube. Das Gebiet wird durch Landwirtschaft geprägt, im Südosten erstreckt sich ein Waldgebiet. Durch das Dorf verläuft in nord-südlicher Richtung der United States Highway 644 sowie die Trasse einer ehemaligen Bahnstrecke der Baltimore and Ohio Railroad. Da der Untergrund der Gegend Tonvorkommen aufweist, siedelte sich 1912 ein Unternehmen der keramischen Industrie, die Summitville Tiles, Inc. an und ist heute der größte Betrieb in Summitville.

## Demografische Angaben
Nach der letzten umfangreichen Erhebung des US Census Bureaus im Jahr 2000 bestand die Bevölkerung aus 108 Personen, die in 31 Familien und in 45 Haushalten lebten. 97,2 % der Bevölkerung sind europäischstämmig (US-Durchschnitt 75,1 %). Das Dorf besteht aus 30 Einfamilienhäusern und einigen Gewerbegebäuden. Vier Familien (13,3 %) lebten 1999 unter der Armutsgrenze (US-Durchschnitt 9,2 %) und das jährliche durchschnittliche Einkommen eines Haushalts betrug 25.250 $ (US-Durchschnitt 41.994 $). Einen High-School-Abschluss besaßen damals 79,7 % der 25-jährigen und älteren Menschen (US-Durchschnitt 80,4 %), einen Bachelor-Abschluss hatten vier Personen des Dorfs, das sind 6,3 % im Vergleich dazu beträgt der US-Durchschnitt 24,4 % der über 25-Jährigen.